# Дневник режиссёра
«Дневник режиссёра» (итал. Block-notes di un regista) — документальный фильм режиссёра Федерико Феллини, снятый в 1969 году.

## Сюжет
Документальный фильм, приоткрывающий творческую кухню великого режиссёра Федерико Феллини. Затрагивается его работа над «Сатириконом» и «Ночами Кабирии», совместная работа с Марчелло Мастроянни, высказываются идеи и соображения для будущего (не снятого) фильма.

## В фильме участвовали
- Федерико Феллини
- Джульетта Мазина
- Марчелло Мастроянни
- Катерина Боратто
- Марина Боратто
- Паскуалино Де Сантис
- Эннио Антонелли